# Diego Alberto Olsina
Diego Olsina (Cafferata, 22 de abril de 1978) es un exjugador de fútbol argentino naturalizado mexicano. Se desempeñaba como delantero y se retiró en Correcaminos de la UAT de la desaparecida Liga de Ascenso MX.

## Trayectoria
Comenzó jugando en Cafferatense (Cafferata). Debutó en 1999 para el Club Atlético Tiro Federal de Argentina. Jugó con el club rosarino hasta 2002 cuando es transferido a Club Atlético Central Córdoba (Rosario) otro equipo de la ciudad de Rosario, provincia de Santa Fé, Argentina.
En 2003 comienza un gran trayecto por la categoría de ascenso en el fútbol mexicano cuando es fichado por Nacional Tijuana, en 2003 solo jugó 6 meses y fue traspasado a Mérida FC, los otros 6 meses en el equipo y dejó una buena huella en el club.
En 2004 fue transferido a los Delfines de Coatzacoalcos, jugó hasta 2006 en ese club hasta que fue enviado a Guerreros de Tabasco y en 2007 llega al Club Tijuana de la Liga de Ascenso para jugar un año con el equipo fronterizo.
A principios del 2008 llega al club Mérida FC y a partir de ahí es enviado de préstamo a diferentes clubes por órdenes del mismo Club Tijuana. Para el Torneo Apertura 2012 (México) regresó con los Xolos de Tijuana ya en la primera división Liga MX tras terminar su préstamo con el equipo de Correcaminos de la UAT pues el director técnico Antonio Mohamed así lo solicitó. 
El viernes 17 de agosto de 2012 a los 34 años hace su debut en primera división en un juego ante Tigres de la UANL. 

y anota su primer gol en primera el 30 de julio de 2013 en el 1-0 de su equipo ante Pachuca.
Se retira de la práctica activa del fútbol en el año 2017 en el equipo de Correcaminos de la UAT de México.

### Clubes
| Club                                    | País                | Año         | Partidos | Goles | Media |
| --------------------------------------- | ------------------- | ----------- | -------- | ----- | ----- |
| Tiro Federal                            | Argentina           | 1999 - 2002 | 38       | 8     | 0.21  |
| Club Atlético Central Córdoba (Rosario) | Argentina           | 2002 - 2003 | 10       | 0     | 0     |
| Nacional Tijuana                        | México              | 2003        | 17       | 5     | 0.29  |
| Mérida F.C.                             | México              | 2003 - 2004 | 28       | 15    | 0.54  |
| Delfines de Coatzacoalcos               | México              | 2004 - 2006 | 75       | 39    | 0.52  |
| Guerreros de Tabasco                    | México              | 2006        | 17       | 9     | 0.53  |
| Club Tijuana                            | México              | 2007 - 2008 | 41       | 2     | 0.05  |
| Mérida F.C.                             | México              | 2008 - 2009 | 40       | 12    | 0.3   |
| C.D. Irapuato                           | México              | 2009 - 2010 | 29       | 3     | 0.1   |
| Albinegros de Orizaba                   | México              | 2010        | 20       | 3     | 0.15  |
| Correcaminos U.A.T.                     | México              | 2011 - 2012 | 51       | 14    | 0.27  |
| Club Tijuana                            | México              | 2012 - 2013 | 30       | 2     | 0.07  |
| Dorados de Sinaloa                      | México              | 2014        | 16       | 3     | 0.19  |
| Correcaminos U.A.T.                     | México              | 2014 - 2017 | 90       | 15    | 0.17  |
| Total en su carrera                     | Total en su carrera | 1999 - 2017 | 502      | 130   | 0.26  |

#### Estadísticas
| Tiro Federal Argentina |               |               |     |     |    |   |   |     |     |     |
| 3.ª | 1999/00       | 10            | 2   | -   | -  | - | - | 10  | 2   |     |
| 3.ª | 2000/01       | 12            | 4   | -   | -  | - | - | 12  | 4   |     |
| 3.ª | 2001/02       | 16            | 2   | -   | -  | - | - | 16  | 2   |     |
| Total club | Total club    | 38            | 8   | -   | -  | - | - | 38  | 8   |     |
| Club Atlético Central Córdoba (Rosario) Argentina                                                                                |               |               |     |     |    |   |   |     |     |     |
| 2.ª | 2002          | 10            | 0   | -   | -  | - | - | 10  | 0   |     |
| Total club | Total club    | 10            | 0   | -   | -  | - | - | 10  | 0   |     |
| Nacional Tijuana · México |               |               |     |     |    |   |   |     |     |     |
| 2.ª | 2003          | 17            | 5   | -   | -  | - | - | 17  | 5   |     |
| Total club | Total club    | 17            | 5   | -   | -  | - | - | 17  | 5   |     |
| Mérida F.C. · México |               |               |     |     |    |   |   |     |     |     |
| 2.ª | 2003/04       | 28            | 15  | -   | -  | - | - | 28  | 15  |     |
| 2.ª | 2008/09       | 40            | 12  | -   | -  | - | - | 40  | 12  |     |
| Total club | Total club    | 68            | 27  | -   | -  | - | - | 68  | 27  |     |
| Delfines de Coatzacoalcos · México                                                                                               |               |               |     |     |    |   |   |     |     |     |
| 2.ª | 2004/05       | 37            | 14  | -   | -  | - | - | 37  | 14  |     |
| 2.ª | 2005/06       | 38            | 25  | -   | -  | - | - | 38  | 25  |     |
| Total club | Total club    | 75            | 39  | -   | -  | - | - | 75  | 39  |     |
| Guerreros de Tabasco · México |               |               |     |     |    |   |   |     |     |     |
| 2.ª | 2006          | 17            | 9   | -   | -  | - | - | 17  | 9   |     |
| Total club | Total club    | 17            | 9   | -   | -  | - | - | 17  | 9   |     |
| C. Tijuana · México |               |               |     |     |    |   |   |     |     |     |
| 2.ª | 2007          | 16            | 0   | -   | -  | - | - | 16  | 0   |     |
| 2.ª | 2007/08       | 25            | 2   | -   | -  | - | - | 25  | 2   |     |
| 1.ª | 2012/13       | 17            | 0   | 4   | 0  | 0 | 0 | 21  | 0   |     |
| 1.ª | 2013          | 8             | 1   | -   | -  | 1 | 1 | 9   | 2   |     |
| Total club | Total club    | 66            | 3   | 4   | 0  | 1 | 1 | 71  | 4   |     |
| C.D. Irapuato · México |               |               |     |     |    |   |   |     |     |     |
| 2.ª | 2009/10       | 29            | 3   | -   | -  | - | - | 29  | 3   |     |
| Total club | Total club    | 29            | 3   | -   | -  | - | - | 29  | 3   |     |
| Albinegros de Orizaba · México                                                                                                   |               |               |     |     |    |   |   |     |     |     |
| 2.ª | 2010          | 20            | 3   | -   | -  | - | - | 20  | 3   |     |
| Total club | Total club    | 20            | 3   | -   | -  | - | - | 20  | 3   |     |
| Dorados de Sinaloa · México |               |               |     |     |    |   |   |     |     |     |
| 2.ª | 2014          | 16            | 3   | -   | -  | - | - | 16  | 3   |     |
| Total club | Total club    | 16            | 3   | -   | -  | - | - | 16  | 3   |     |
| Correcaminos U.A.T. · México |               |               |     |     |    |   |   |     |     |     |
| 2.ª | 2011          | 11            | 0   | -   | -  | - | - | 11  | 0   |     |
| 2.ª | 2011/12       | 40            | 14  | -   | -  | - | - | 40  | 14  |     |
| 2.ª | 2014/15       | 31            | 5   | 4   | 1  | - | - | 35  | 6   |     |
| 2.ª | 2015/16       | 22            | 3   | 1   | 0  | - | - | 23  | 3   |     |
| 2.ª | 2016/17       | 31            | 6   | 1   | 0  | - | - | 32  | 6   |     |
| Total club | Total club    | 135           | 28  | 6   | 1  | - | - | 141 | 29  |     |
| Total carrera | Total carrera | Total carrera | 491 | 128 | 10 | 1 | 1 | 1   | 502 | 130 |
| (1)Incluye datos de la Copa México. (2)Incluye datos de la Liga de Campeones de la Concacaf (2013-14), Copa Libertadores (2013). |               |               |     |     |    |   |   |     |     |     |

## Palmarés

### Campeonatos nacionales
| Título                                    | Club                   | País   | Año  |
| ----------------------------------------- | ---------------------- | ------ | ---- |
| Torneo Clausura 2009 Primera División 'A' | Mérida FC              | México | 2009 |
| Torneo Apertura 2011 Liga de Ascenso      | Correcaminos de la UAT | México | 2011 |
| Torneo Apertura                           | Club Tijuana           | México | 2012 |

### Distinciones individuales
| Distinción                          | Año  |
| ----------------------------------- | ---- |
| Goleador de la Primera División 'A' | 2006 |